# Nigeriaanse presidentsverkiezingen 2011

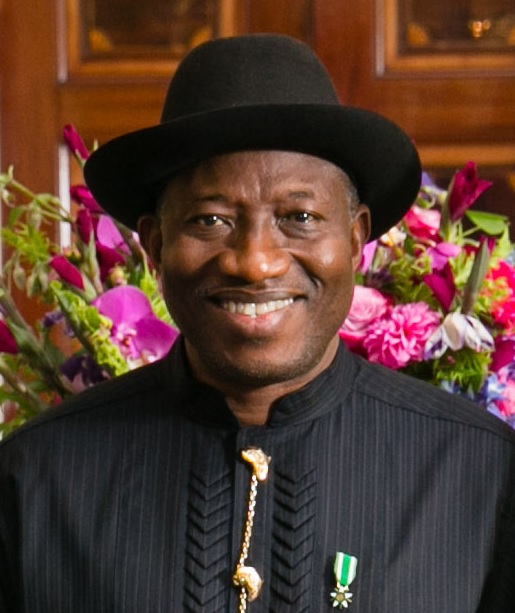
Goodluck Jonathan

De Nigeriaanse presidentsverkiezingen van 2011 vonden op 16 april plaats en werden gewonnen door de kandidaat van de Peoples Democratic Party, Goodluck Jonathan.
| Kandidaat                         | Kandidaat                         | Partij                            | Stemmen    | %     |
| --------------------------------- | --------------------------------- | --------------------------------- | ---------- | ----- |
|                                   | Goodluck Jonathan                 | People's Democratic Party         | 22.495.187 | 58,87 |
|                                   | Muhammadu Buhari                  | Congress for Progressive Change   | 12.214.853 | 31,97 |
|                                   | Nuhu Ribadu                       | Action Congress of Nigeria        | 2.079.151  | 5,44  |
|                                   | Ibrahim Shekarau                  | All Nigeria Peoples Party         | 917.012    | 2,40  |
|                                   | Overige kandidaten                | -                                 | -          | 1,31  |
| Ongeldige stemmen/ blanco stemmen | Ongeldige stemmen/ blanco stemmen | Ongeldige stemmen/ blanco stemmen | 1.259.506  | 3,19  |
| Totaal                            | Totaal                            | Totaal                            | 39.469.484 | 100   |
| Geregistreerde kiezers/ opkomst   | Geregistreerde kiezers/ opkomst   | Geregistreerde kiezers/ opkomst   | 73.528.040 | 53,68 |
| Bron: INEC (36 staten + FCT)      |                                   |                                   |            |       |